# Sharp Edges
Sharp Edges è un singolo del gruppo musicale statunitense Linkin Park, pubblicato il 1º dicembre 2017 come secondo estratto dal terzo album dal vivo One More Light Live.

## Descrizione
Si tratta di una versione dal vivo dell'omonimo brano originariamente pubblicato nel settimo album One More Light, del quale rappresenta la traccia di chiusura. Contrariamente alla versione in studio, questa si caratterizza per essere eseguita dai soli Chester Bennington alla chitarra elettrica e Brad Delson a quella acustica.
Inizialmente pubblicato digitalmente, il singolo è stato diffuso anche nelle stazioni radiofoniche a partire dal 15 dicembre 2017.

## Video musicale
Il video, diretto da Mark Fiore, è stato reso disponibile il 14 dicembre 2017 attraverso il canale YouTube del gruppo e mostra l'esecuzione dal vivo tenuta a Berlino nel giugno dello stesso anno.

## Tracce
Testi di Mike Shinoda, Brad Delson e Ilsey Juber, musiche dei Linkin Park.
1. Sharp Edges (One More Light Live) – 4:47

## Formazione
Hanno partecipato alle registrazioni, secondo le note di copertina di One More Light Live:
Gruppo
- Chester Bennington – voce, chitarra elettrica
- Brad Delson – chitarra acustica

Produzione
- Brad Madix – registrazione
- Ethan Mates – missaggio
- Josh Newell – montaggio Pro Tools
- Michelle Mancini – mastering